# Trimekain
Trimekain (lat. trimecaini hydrochloridum, systematický název (2,4,6-trimethylfenylkarbamoylmethyl)diethylamoniumchlorid, sumární vzorec C15H25ClN2O) je organická sloučenina používaná jako lokální anestetikum a srdeční antiarytmikum. Jedná se o bílý krystalický prášek snadno rozpustný ve vodě a ethanolu. Je součástí přípravků prodávaných pod značkami Mesdicain, Mesocain, Mesokain a dalšími.

## Historie
Trimekain je pravděpodobně českým objevem (z hlediska komplexního farmakologického a klinického zhodnocení a nasazení do praxe), přestože jeho přípravu již předtím publikoval Löfgren v roce 1946.

## Mechanismus účinku, farmakokinetika
Podobně jako další lokální anestetika amidové skupiny snižuje permeabilitu membrány, způsobuje depolarizaci a zkracuje akční potenciál. Anestetický účinek nastupuje do 15 minut a trvá 60–90 minut. Biologický poločas je cca 90 minut, trimekain se vylučuje z 10 % nezměněn, z 90 % ve formě metabolitů. Prochází hematoencefalickou a placentární bariérou.

## Indikace
Trimekain má dvě oblasti použití. Jednou je místní anestezie – topická, infiltrační, regionální, povrchová slizniční a inhalační, spinální a Bierova nitrožilní. Používá se v koncentracích 0,4 až 4 %, v některých případech (např. ve stomatologii) ve směsi s adrenalinem. Druhou oblastí je profylaxe a léčba komorových arytmií při infarktu myokardu a v kardiochirurgii. Používá se také k profylaxi sympatické reakce při tracheální intubaci.

## Kontraindikace
Trimekain nelze používat při přecitlivělosti na amidová anestetika, hypervolémii, hypotenzi, poruchách srdečního vedení, asystolii, kardiogenním šoku a při maligní hypertermii v anamneze.

## Nežádoucí účinky
Vzácně se objevují alergické reakce od kožních či slizničních projevů až po anafylaktický šok. Při předávkování nastává toxická reakce – vzrušení, neklid, zmatenost, poruchy vidění, hučení v uších, svalové chvění až třes, v těžších případech spavost, hyporeflexie, poruchy dýchání až apnoe, křeče.